# Чемпіонат СРСР з хокею із шайбою 1988—1989
43-й чемпіонат СРСР з хокею із шайбою проходив з 3 вересня 1988 року по 17 березня 1989 року. У змаганні брали участь чотирнадцять команд. Переможцем став клуб ЦСКА. Найкращий бомбардир — Сергій Макаров (54 очка).

## Перший етап
| М  | Команда                      | І  | В  | Н | П  | Ш      | О  |
| -- | ---------------------------- | -- | -- | - | -- | ------ | -- |
| 1  | ЦСКА                         | 28 | 17 | 4 | 7  | 133-69 | 38 |
| 2  | «Динамо» Москва              | 28 | 15 | 4 | 9  | 100-61 | 34 |
| 3  | «Крила Рад» (Москва)         | 28 | 14 | 5 | 9  | 90-74  | 33 |
| 4  | «Хімік» (Воскресенськ)       | 28 | 12 | 8 | 8  | 84-72  | 32 |
| 5  | «Спартак» Москва             | 28 | 12 | 5 | 11 | 90-70  | 29 |
| 6  | Сокіл (Київ)                 | 28 | 11 | 6 | 11 | 88-81  | 28 |
| 7  | «Динамо» (Рига)              | 28 | 11 | 5 | 12 | 72-71  | 27 |
| 8  | «Автомобіліст» (Свердловськ) | 28 | 12 | 3 | 13 | 86-99  | 27 |
| 9  | СКА (Ленінград)              | 28 | 9  | 6 | 13 | 67-77  | 24 |
| 10 | «Трактор» (Челябінськ)       | 28 | 10 | 4 | 14 | 67-74  | 24 |
| 11 | «Торпедо» (Ярославль)        | 28 | 10 | 3 | 15 | 81-87  | 23 |
| 12 | «Динамо» (Мінськ)            | 28 | 7  | 6 | 15 | 78-95  | 20 |
| 13 | «Динамо» Харків              | 28 | 5  | 4 | 19 | 69-122 | 14 |
| 14 | «Торпедо» (Горький)          | 28 | 4  | 3 | 21 | 57-103 | 11 |

## Другий етап
| М  | Команда                      | І  | В  | Н | П  | Ш       | О  |
| -- | ---------------------------- | -- | -- | - | -- | ------- | -- |
|    | ЦСКА                         | 36 | 23 | 5 | 8  | 165-100 | 51 |
|    | «Хімік» (Воскресенськ)       | 36 | 19 | 8 | 9  | 129-103 | 46 |
|    | «Крила Рад» (Москва)         | 36 | 18 | 9 | 9  | 113-84  | 45 |
| 4  | «Динамо» Москва              | 36 | 19 | 5 | 12 | 128-98  | 43 |
| 5  | Сокіл (Київ)                 | 36 | 16 | 9 | 11 | 141-124 | 41 |
| 6  | «Динамо» (Рига)              | 36 | 13 | 3 | 20 | 93-121  | 29 |
| 7  | «Спартак» Москва             | 36 | 9  | 9 | 18 | 101-119 | 27 |
| 8  | СКА (Ленінград)              | 36 | 10 | 7 | 19 | 94-132  | 27 |
| 9  | «Автомобіліст» (Свердловськ) | 36 | 10 | 6 | 20 | 98-156  | 26 |
| 10 | «Трактор» (Челябінськ)       | 36 | 11 | 3 | 22 | 91-116  | 25 |

## Склад чемпіонів
Золоті нагороди переможців чемпіонату СРСР отримали:
- воротар — Олексій Івашкін;
- захисники — В'ячеслав Фетісов, Олексій Гусаров, Олексій Касатонов, Володимир Константинов, Ігор Кравчук, Сергій Зубов, Ігор Малихін, Володимир Малахов, Сергій Стариков, Ігор Стельнов;
- нападники — Павло Буре, В'ячеслав Биков, Андрій Хомутов, Євген Давидов, Сергій Федоров, Валерій Каменський, Павло Костичкін, Володимир Крутов, Ігор Ларіонов, Сергій Макаров, Олександр Могильний, Ігор Чибирєв, Ігор Вязмикін[ru].

Тренери — Віктор Тихонов, Володимир Попов, Борис Михайлов.
Протягом турніру за команду також грали: воротарі — Євген Бєлошейкін, Леонід Герасимов, Максим Михайловський, Костянтин Бахуташвілі; захисники — Ігор Іванов, Борис Миронов; нападники — Валерій Зелепукін, Алік Гарєєв, Андрій Коваленко, Михайло Васильєв, Олександр Зибін, Андрій Кузьмін, Андрій Скабелка, Денис Винокуров, Єгор Башкатов.

## Найкращі бомбардири
| Гравець              | Команда              | Г  | П  | О  |
| -------------------- | -------------------- | -- | -- | -- |
| Сергій Макаров       | ЦСКА                 | 21 | 33 | 54 |
| Володимир Крутов     | ЦСКА                 | 20 | 21 | 41 |
| Анатолій Чистяков    | «Трактор» Челябінськ | 9  | 31 | 40 |
| В'ячеслав Биков      | ЦСКА                 | 16 | 20 | 36 |
| Андрій Хомутов       | ЦСКА                 | 19 | 16 | 35 |
| Євген Шастін         | «Сокіл» Київ         | 21 | 13 | 34 |
| Олександр Бєлявський | «Динамо» Рига        | 19 | 15 | 34 |
| Юрій Хмильов         | «Крила Рад»          | 16 | 18 | 34 |
| Дмитро Квартальнов   | «Хімік» Воскресенськ | 20 | 12 | 32 |
| Раміль Юлдашев       | «Сокіл» Київ         | 19 | 13 | 32 |

## Призи та нагороди

### Командні
| Нагорода                     | Переможець             |
| ---------------------------- | ---------------------- |
| Приз справедливої гри        | ЦСКА                   |
| Приз імені Всеволода Боброва | ЦСКА                   |
| Приз «Гроза авторитетів»     | Сокіл (Київ)           |
| Кубок прогресу               | «Хімік» (Воскресенськ) |

### Індивідуальні
| Нагорода                 | Переможець                                               |
| ------------------------ | -------------------------------------------------------- |
| Найкращий хокеїст сезону | Сергій Макаров (ЦСКА)                                    |
| Новачок сезону           | Павло Буре (ЦСКА)                                        |
| Влучний захисник         | Володимир Тюриков («Спартак» Москва)                     |
| Хет-трик                 | Дмитро Квартальнов («Хімік» Воскресенськ)                |
| Три бомбардири           | Сергій Макаров — Ігор Ларіонов — Володимир Крутов (ЦСКА) |

## Лауреати Федерації
Президія Федерації хокею СРСР також визначила список 34 кращих хокеїстів сезону (4+12+18):
| Воротарі: Артур Ірбе («Динамо» Р), Володимир Мишкін («Динамо» М), Сергій Мильников («Трактор»), Олег Браташ («Крила Рад»). Захисники: В'ячеслав Фетісов, Олексій Гусаров, Олексій Касатонов, Володимир Константинов, Ігор Стельнов, Сергій Зубов (усі — ЦСКА), Святослав Халізов (СКА), Ілля Бякін («Автомобіліст»), Валерій Ширяєв («Сокіл»), Олександр Смирнов, Сергій Селянин (обидва — «Хімік»), Василь Первухін («Динамо» М). Нападники: Юрій Хмильов («Крила Рад»), Сергій Макаров, Ігор Ларіонов, Володимир Крутов, Андрій Хомутов, В'ячеслав Биков, Валерій Каменський, Сергій Федоров (усі — ЦСКА), Сергій Нємчинов («Крила Рад»), Олександр Бєлявський («Динамо» Р), Дмитро Квартальнов, Олександр Черних (обидва — «Хімік»), Олександр Семак, Юрій Леонов, Андрій Ломакін, Сергій Яшин (усі — «Динамо» М), Ігор Масленников («Торпедо» Яр), Андрій Ковальов («Динамо» Мн). |

## Український хокей
Статистика гравців українських клубів у чемпіонаті:
| «Сокіл» (Київ) |
| Воротарі: Юрій Шундров — 41 (117п), Євген Бруль — 10 (20п), Павло Михоник — 9 (11п); Захисники: Валерій Ширяєв — 43 (12+9), Сергій Лубнін — 41 (5+10), Андрій Овчинников — 42 (4+6), Сергій Горбушин — 38 (3+4), Олександр Годинюк — 30 (3+3), Анатолій Доніка — 31 (1+3), Валерій Шахрай — 32 (2+1), Олег Васюнін — 10 (0+0), Вячеслав Свиридов — 9 (0+0), В'ячеслав Тимченко — 5 (0+0), Олександр Менченков — 4 (0+0), Олександр Савицький — 1 (0+0), Дмитро Саєнко — 1 (0+0); Нападники: Євген Шастін — 41 (21+13), Раміль Юлдашев — 42 (19+13), Анатолій Степанищев — 42 (14+16), Дмитро Христич — 42 (17+8), Петро Малков — 44 (11+11), Анатолій Найда — 43 (13+8), Валерій Ботвинко — 43 (13+7), Олег Синьков — 43 (8+10), Едуард Валіуллін — 42 (8+8), Микола Наріманов — 41 (10+3), Євген Аліпов — 28 (3+5), Євген Рощин — 25 (2+2), Вадим Кулабухов — 13 (1+2), Василь Василенко — 8 (0+1), Володимир Якимов — 4 (0+1), Олег Мудров — 19 (0+0), Олексій Кузнецов — 18 (0+0), Геннадій Котенок — 5 (0+0), Олександр Кузьминський — 2 (0+0), Михайло Фадєєв — 1 (0+0), Ігор Кучер — 1 (0+0). Старший тренер — Анатолій Богданов; тренери — Броніслав Самович, Борис Гольцев. |
| «Динамо» (Харків) |
| Воротарі: Геннадій Ушаков — 14 (55п), Костянтин Капкайкін — 10 (45п), Олександр Васильєв — 7 (22п). Захисники: Анатолій Хоменко — 25 (5+3), Віктор Глушенков — 24 (4+2), Андрій Мажугін — 23 (2+3), Сергій Алексєєв — 26 (2+2), Олександр Печенєв — 25 (1+2), Володимир Любкін — 21 (0+3), Валерій Кузнецов — 11 (1+1), Олег Шаргородський — 23 (0+1), Борис Михальченко — 17 (0+0), Андрій Бущан — 2 (0+0). Нападники: Ігор Фуніков — 24 (9+4), Альфред Юнусов — 26 (8+3), Сергій Повечеровський — 26 (4+7), Михайло Анферов — 26 (6+4), Ігор Коржилов — 26 (2+8), Андрій Сидоров — 18 (7+2), Владислав Єршов — 25 (3+3), Віталий Карамнов — 23 (4+1), Костянтин Буценко — 26 (2+3), Геннадій Кожокін — 21 (4+0), Олексій Трасеух — 25 (3+1), Анатолій Варивончик — 26 (1+1), Віталій Литвиненко — 22 (1+1), Валерій Чорний — 5 (0+0). Старший тренер — Валентин Єгоров; тренери — Юрій Макренський, Юрій Балашов. |

## Перехідний турнір
| М   | Команда                       | І  | В  | Н | П  | Ш       | О  |
| --- | ----------------------------- | -- | -- | - | -- | ------- | -- |
| 1.  | «Динамо» (Мінськ)             | 36 | 25 | 1 | 10 | 142-106 | 51 |
| 2.  | «Торпедо» (Усть-Каменогорськ) | 36 | 24 | 2 | 10 | 199-133 | 50 |
| 3.  | «Торпедо» (Ярославль)         | 36 | 24 | 2 | 10 | 167-111 | 50 |
| 4.  | «Динамо» Харків               | 36 | 23 | 2 | 11 | 144-102 | 48 |
| 5.  | «Торпедо» (Горький)           | 36 | 21 | 3 | 12 | 114-97  | 45 |
| 6.  | СК ім. Урицького (Казань)     | 36 | 15 | 7 | 14 | 129-115 | 37 |
| 7.  | «Салават Юлаєв» Уфа           | 36 | 9  | 3 | 24 | 115-164 | 21 |
| 8.  | «Сибір» Новосибірськ          | 36 | 9  | 2 | 25 | 123-158 | 20 |
| 9.  | «Кристал» (Електросталь)      | 36 | 7  | 5 | 24 | 118-203 | 19 |
| 10. | «Торпедо» Тольятті            | 36 | 7  | 5 | 24 | 102-164 | 19 |